# Steuerreserve
Die Steuerreserve (engl. Steering Margin) bezeichnet in der Luftfahrt ein Maß für die dem Piloten augenblicklich zur Verfügung stehende Einflussmöglichkeit auf den Flugpfad; sie gibt also an, wie stark der Pilot in einer bestimmten Situation noch den Flugpfad in eine bestimmte Richtung verändern kann, bis eine Steuergrenze erreicht wird. die Steuerreserve kann auch als Differenz zwischen aktuellem Steuer und der Steuergrenze in der jeweiligen Steuerdimension betrachtet werden.

## Definition
„Die Steuerreserve beschreibt die in jedem Augenblick dem Piloten bezüglich einer bestimmten Steuerdimension und Steuerrichtung verbleibende Einflussmöglichkeit auf den Flugpfad mittels Steuereingaben. Wenn eine Steuerreserve vollständig aufgebraucht ist, ist die entsprechende Steuergrenze erreicht; dies bedeutet, dass der Piloten im Augenblick den Flugpfad nicht mehr über eine Steuereingabe in die entsprechende Richtung verändern kann.“

## Bedeutung
Die bis zum Erreichen einer Steuergrenze verbleibende Steuerreserve hat großen Einfluss auf die Handlungsmöglichkeiten eines Piloten. Die Kenntnis der vorliegenden Steuerreserve in der jeweiligen Steuerrichtung einer Steuerreingabe ist damit ein wesentliches Element des Situationsbewusstseins (engl. Situation Awareness).

## Problematik
Für eine sichere manuelle Flugführung muss das mentale Modell der Piloten über den aktuellen Flugzustand im Bilde sein. Von hoher Bedeutung für das resultierende Situationsbewusstsein als zentralem Faktor der Flugsicherheit ist dabei das Wissen, inwiefern der Flugpfad noch durch weitere Steuereingaben beeinflussbar ist, also wie hoch die verbleibende Steuerreserve bis zum Erreichen einer Steuergrenze ist. Insbesondere hinsichtlich moderner Sidestick-gesteuerte Fly-by-Wire-Flugzeuge kann es hier zu Problemen kommen: Denn hier werden die am Sidestick getätigten Steuereingaben des Piloten nicht unmittelbar in fest definierte Ausschläge der Steuerflächen umgewandelt; stattdessen werden die Aussteuerungen des Sidestick als Vorgabewerte für die Einnahme von Rollraten bzw. Lastvielfachen betrachtet (engl. Rate Command). Die tatsächliche Umsetzung dieser Vorgaben hängt von einer Vielzahl an Zustandsparameter der unmittelbaren Umwelt (z. B. atmosphärische Zustandsparameter), des Flugzeugs selber (z. B. aktuelle Konfiguration, Fluggeschwindigkeit und Gewicht, vorliegende Steuerflächenausschläge) und dem Betriebsmodus der Avionik ab (z. B. Flugphase, bereits erfolgt Annäherung an definierte Grenzen) und ist dem Piloten nicht unmittelbar einsehbar.
Dies kann zu kritischen Situationen führen, in denen Piloten nicht unmittelbar bewusst ist, dass eine Steuereingabe nicht (oder nicht in dergewohnten Form) umgesetzt wird (siehe beispielsweise die Sturmlandung des Lufthansa-Fluges „LH 044“ am 1. März 2008 in Hamburg-Fuhlsbüttel).